# 斯坦利·科尔
斯坦利·科尔（英語：Stanley Cole，1945年10月12日—2018年7月26日），美国男子水球运动员。他曾代表美国国家队参加1964年、1968年和1972年夏季奥林匹克运动会水球比赛，其中1972年奥运会获得一枚铜牌。